# Пайн-Сити (город, Миннесота)
Пайн-Сити (англ. Pine City) — город в округе Пайн, штат Миннесота, США. На площади 8,4 км² (7,3 км² — суша, 1,1 км² — вода), согласно переписи 2009 года, проживают 3296 человек. Плотность населения составляет 415,5 чел./км².
- Телефонный код города — 320
- Почтовый индекс — 55063 (pop. 8,294)
- FIPS-код города — 27-51064[1]
- GNIS-идентификатор — 0649445[2]